# Доменіко Де Соле
Доменіко Де Соле (нар. 1944) — італійський бізнесмен, голова Tom Ford International, колишній голова Sotheby's, а також колишній президент і генеральний директор Gucci Group.

## Раннє життя
Доменіко де Соле народився в Римі, Італія, в 1944 році, в сім'ї генерала королівської італійської армії. Він закінчив Римський університет Сапієнца в 1970 році з юридичним дипломом, а потім отримав стипендію в Гарвардській юридичній школі, де отримав ступінь магістра права в 1972 році.

## Кар'єра
Де Соле працював у провідних юридичних фірмах США, перш ніж стати партнером вашингтонської фірми Patton, Boggs & Blow, що спеціалізується на податковому праві. Одним із його клієнтів на початку 1980-х років був Gucci, де він допомагав з корпоративною реструктуризацією, і Родольфо Гуччі, син засновника Гуччі Гуччі, спонукав Де Соле приєднатися в 1984 році як CEO Gucci America.
Де Соле був президентом і генеральним директором Gucci Group з 1994 по 2004 рік. Під час свого перебування на посаді Де Соле провів бренд від майже банкрутства до розкішного конгломерату, до якого входили Ів Сен-Лоран, Боттега Венета, Баленсіага, Олександр МакКуїн, Стелла Маккартні та Серджіо Россі. Де Соле був головою Tom Ford International з моменту заснування компанії в 2005 році.
У березні 2015 року Де Соле став головою міжнародного аукціонного дому Sotheby's, працюючи разом з президентом і генеральним директором Тедом Смітом, про призначення якого було оголошено того ж дня. Де Соле пішов у відставку в листопаді 2019 року після продажу компанії.
Де Соле входить до складу правління Pirelli та Ermenegildo Zegna. Раніше він обіймав посаду директора Gap Inc., Telecom Italia, Bausch & Lomb, Delta Airlines, Newell Brands і Procter & Gamble.

## Особисте життя
Де Соле та його дружина Елеонора Лівітт Де Соле живуть на острові Хілтон-Хед у Південній Кароліні. Елеонора Де Соле працювала в радах Коледжу мистецтв і дизайну Саванни, Джорджія, та Музею мистецтв Аспена, Колорадо.
У них дві дочки. Лаура Де Соле, віце-президент з глобального маркетингу продуктів La Mer у The Estée Lauder Companies, вийшла заміж за Бенджаміна Баккеша в 2013 році. Елеонора Річардс «Рікі» Де Соле, виконавчий директор Vogue.com, вийшла заміж за Дерека Вебстера в 2012 році.
У 2016 році Де Соли подали до суду на галерею Knoedler у Нью-Йорку за продаж їм підробленої картини Марка Ротко.

## У масовій культурі
У фільмі 2021 року «Дім Гуччі» режисера Рідлі Скотта Де Соле зіграв актор Джек Х'юстон.